# Epimedium franchetii
Epimedium franchetii är en berberisväxtart som beskrevs av William Thomas Stearn. Epimedium franchetii ingår i släktet sockblommor, och familjen berberisväxter. Inga underarter finns listade i Catalogue of Life.

## Bildgalleri

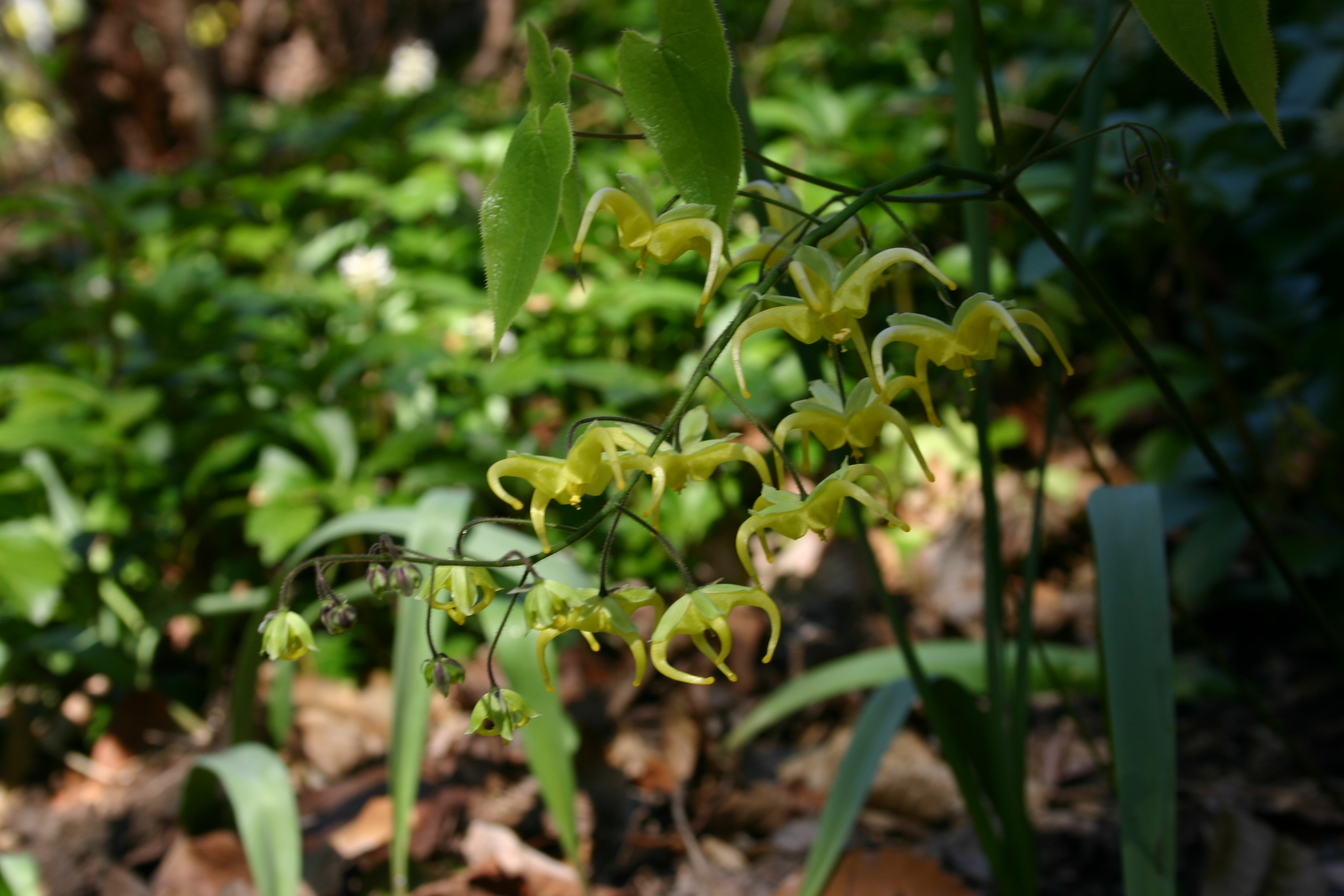